# Laurent Isnard
Pour les articles homonymes, voir Isnard.
Laurent Isnard, né le 3 juin 1962 aux Abymes (Guadeloupe), est un militaire français. Vice-amiral d'escadre, il est préfet maritime de la Méditerranée du 31 août 2019 au 30 août 2021, après avoir commandé les opérations spéciales du 1er septembre 2016 au 30 août 2019.

## Biographie

### Formation
Laurent Isnard est élève de l'École navale de 1984 à 1987. Il est également titulaire des brevets de Commando marine et de nageur de combat.

### Carrière militaire
Laurent Isnard effectue une partie de sa carrière au sein du Commando Hubert, avec lequel il participe à plusieurs opérations spéciales. Il prend également directement part à des opérations aéro-maritimes sur le porte-avions Foch ou indirectement au sein du Centre de planification et de conduite des opérations.
Le 1er septembre 2016, il est nommé commandant des opérations spéciales,,. C'est sous son commandement qu'a lieu le combat de Gorom-Gorom, dans lequel des forces spéciales sont projetées pour libérer des otages des mains de l'État islamique dans le Grand Sahara. Deux officiers mariniers trouvent la mort au cours de l'opération : les maîtres Cédric de Pierrepont et Alain Bertoncello.
Le 31 août 2019, Laurent Isnard est nommé préfet maritime de la Méditerranée,. Il quitte ses fonctions le 30 août 2021.

### Carrière dans le milieu civil
En septembre 2021, Laurent Isnard intègre le groupe Orano.

## Grades militaires
- 1er août 1991 : lieutenant de vaisseau[9].
- 1er août 1997 : capitaine de corvette[10].
- 1er août 2001 : capitaine de frégate[11].
- 1er août 2007 : capitaine de vaisseau[12].
- 1er janvier 2014 : contre-amiral[13].
- 1er mai 2017 : vice-amiral[14].
- 31 août 2019 : vice-amiral d'escadre[15].

## Décorations
- Commandeur de la Légion d'honneur en 2015[16] (officier en 2009[17], chevalier en 2000[18]).
- Grand officier de l'ordre national du Mérite en 2019[19] (chevalier en 1996[20]).
- Croix de guerre des Théâtres d'opérations extérieurs.
- Croix de la Valeur militaire.
- Commandeur de l'ordre du Mérite maritime en 2022[21] (officier en 2012[22]).
- Croix du combattant.
- Médaille d'Outre-Mer.
- Médaille de la Défense nationale, échelon or.
- Médaille de reconnaissance de la Nation.
- Médaille commémorative française.
- Médaille de service en ex-Yougoslavie (OTAN).
- Médaille de libération du Koweït (en) (Arabie Saoudite).
- Médaille de la libération du Koweït (en) (Koweït).